# Чемоданов, Сергей Михайлович
Сергей Михайлович Чемоданов (18(30) июля 1888, дер. Кирилловка Московской губ. — 6 марта 1942, Москва) — советский музыкальный писатель, педагог и лектор.

## Биография
В 1907—11 учился на историко-филологическом факультете Московского университета. За участие в организации всеобщей студенческой забастовки был исключен с последнего курса, но в 1912 году экстерном сдал все государственные экзамены. В 1910 году поступил в Московскую консерваторию в класс фортепиано к К. Н. Игумнову, в 1914 году окончил педагогическое отделение, затем занимался в старшем (виртуозном) отделении по 1916 год.
Умер в 1942 году. Похоронен на Ваганьковском кладбище (27 уч.).

## Педагогическая деятельность
Читал лекции по всеобщей истории в Москве, по русской истории в Тифлисе (в университете, 1917—19). Вел курсы истории музыки и истории искусств в Тифлисской консерватории (1918—23 также преподавал игру на фортепиано). С 1923 года работал в Москве, преподавал историю музыки в МГУ (1923—31), в ГИТИСе (1923—42) и в других учебных заведениях, выступал как музыкальный критик. Вел разностороннюю музыкально-просветительскую деятельность. Автор множества статей в периодической печати радиопередачах. Часть его трудов осталась в рукописи.

## Сочинения
- История музыки в связи с историей общественного развития : Опыт марксистского построения истории музыки / С. М. Чемоданов. - Киев : КМП, 1927. - 203 с.; 27 см.; — скан в РГБ
- Евгений Онегин : Опера в 3-х действ. : (7 карт.) : [Либретто] / Музыка П. И. Чайковского ; Составил С. Чемоданов. - [Москва] : Кинопечать, [1927] (тип. "Красн. пролетарий"). - 15 с.; 25х9 см.
- Михаил Михайлович Ипполитов-Иванов... / С. Чемоданов ; Обложка: I. R. [И. Рерберг]. - Москва : Музыкальный сектор - Гос. изд-во, 1927 (нотопечатня). - 56 с. : портр.; 18х13 см. - (Биографии современных русск. композиторов...).
- Что нужно знать каждому о музыке : С словарем муз. терминов и портр. композиторов / С. Чемоданов ; Обложка: NP. [Н. Падалицын]. - Москва : Госиздат РСФСР Московский рабочий, 1930 (7-я тип. Мосполиграфа "Искра революции"). - 156, [3] с. : портр.; 18х13 см. - (Путеводители по вопросам лит-ры и искусства).
- Михаил Михайлович Ипполитов-Иванов : К 50-летию музыкальной деятельности / С. М. Чемоданов. - Москва : Гос. муз. изд-во, 1933 ("Образцовая" тип.). - Обл., 40 с. : портр.; 18х13 см.
- М. И. Глинка / Проф. С. Чемоданов. - Москва : Госкиноиздат, 1942. - 35 с. : ил.; 14 см.